# Den jødiske kalender
Den jødiske kalender tager udgangspunkt i Månens placering, mens den vestlige verden generelt bruger den gregorianske kalender, som tager udgangspunkt i Solens placering i forhold til Jorden. Hver måned begynder ved nymåne. Da Jordens bevægelse om solen tager ca. 12,4 ”nymåner”, opstår der en uoverensstemmelse mellem ”måneds-beregningerne”. Den 13. måned (adar II) bliver med mellemrum indlagt for at justere månederne i forhold til årstiderne, så den svarer mere til den vestlige kalender. 
1. nissan er første dag i et nyt jødisk kalenderår; den falder altid om foråret. Navnene på månederne stammer fra Ezras tid, hvor det var babyloniske navne, der blev taget med af eksil-jøderne. Den jødiske kalender forskydes i forhold til den gregorianske kalender i en 19-års cyklus, og derfor kan der kun gives en omtrentlig sammenligning. 

## Månederne
| Nr.      | Hebraisk         | Tiberias  | Akademiet       | Almindelig/Andre | Længde           | Babylonisk tilsvarende | Noter                                                              |
| -------- | ---------------- | --------- | --------------- | ---------------- | ---------------- | ---------------------- | ------------------------------------------------------------------ |
| 1        | נִיסָן             | Nīsān     | Nisan           | Nissan           | 30 dage          | Nisanu                 | kaldet Abib og Nisan i Tanakh; marts-april                         |
| 2        | אִיָּר / אייר       | 'Iyyār    | Iyyar           | Iyar             | 29 dage          | Ayaru                  | kaldet Ziv i Tanakh; april-maj                                     |
| 3        | סִיוָן / סיוון     | Sīwān     | Siwan           | Sivan            | 30 dage          | Simanu                 | maj-juni                                                           |
| 4        | תַּמּוּז             | Tammūz    | Tammuz          | Tamuz            | 29 dage          | Du'uzu                 | juni-juli                                                          |
| 5        | אָב               | 'Āḇ       | Av              | Ab               | 30 dage          | Abu                    | juli-august                                                        |
| 6        | אֱלוּל             | 'Ĕlūl     | Elul            | Elul             | 29 dage          | Ululu                  | august-september                                                   |
| 7        | תִּשׁרִי             | Tišrī     | Tishri          | Tishrei          | 30 dage          | Tashritu               | kaldet Eitanim i Tanakh; september-oktober                         |
| 8        | מַרְחֶשְׁוָן / מרחשוון | Marḥešwān | Marẖeshwan      | Marcheshvan      | 29 eller 30 dage | Arakhsamna             | ofte forkortet til Cheshvan; kaldet Bul i Tanakh; oktober-november |
| 9        | כִּסְלֵו / כסלוו     | Kislēw    | Kislew          | Kislev, Chisleu  | 30 eller 29 dage | Kislimu                | også stavet Chislev; november-december                             |
| 10       | טֵבֵת              | Ṭēḇēṯ     | Tevet           | Tebeth           | 29 dage          | Tebetu                 | december-januar                                                    |
| 11       | שְׁבָט              | Šəḇāṭ     | Shevat          | Shvat, Shebat    | 30 dage          | Shabatu                | januar-februar                                                     |
| 12*      | אֲדָר א׳           | 'Ăḏār     | Adar I*         |                  | 30 dage          | Adaru                  | *Kun ved skudår; februar-marts (Adar II - marts-april)             |
| 12 / 13* | אדר / אדר ב׳     |           | Adar / Adar II* |                  | 29 dage          | Adaru                  | *Kun ved skudår; februar-marts (Adar II - marts-april)             |

| Tid | Spire Denne artikel om tid eller kalendere er en spire som bør udbygges. Du er velkommen til at hjælpe Wikipedia ved at udvide den. |